# ZED (シルク・ドゥ・ソレイユ)
ZED（ゼッド）とは、2008年10月1日より2011年12月31日まで、千葉県浦安市の東京ディズニーリゾート内に存在していたシルク・ドゥ・ソレイユ専用劇場「シルク・ドゥ・ソレイユ シアター東京」（現在の舞浜アンフィシアター）で行われていたレジデント・ショー（常設公演）のこと。

## 経緯
オリエンタルランド（OLC）を公演の主催者とし、実際の運営も同社シアトリカル事業部が担っていた。
この公演のために北米以外では初となるシルク・ドゥ・ソレイユ専用劇場となる「シルク・ドゥ・ソレイユ シアター東京」をTDR内に建設するものとし、2005年にOLCとシルク・ドゥ・ソレイユ、およびウォルト・ディズニー・カンパニーの間で合意した。実際の劇場は2008年5月に完成し、同年8月15日からのトライアウト公演を経て、10月1日から本公演が開始された。
当初は年間約380公演を予定し、OLCとシルク・ドゥ・ソレイユは、最低でも10年以上の公演を行う契約を締結していた。だが、来場者数の伸び悩みから、2010年より「学割チケット」「ZED＋ディズニーパークプラン」の設定などTDRとのシナジー効果（回遊性）を図る施策を打ち出すも、来場者数は旺盛にはならず、2011年4月1日公演予定分よりチケット料金の実質値下げを実施した。これは同時期実施のTDLとTDSのパスポート値上げとは相反する施策となっている。
2011年3月14日から3月21日の間、2011年3月11日に発生した東北地方太平洋沖地震の影響により、全ての公演がキャンセルとなり、以降の公演も見直し、前売りの払い戻しなどが行われた。2011年4月23日に公演は再開されたが、2011年7月に劇場所有者で「ZED」主催者でもあるOLCは東日本大震災後の来場者数の減少が続いた事により黒字化が困難であること等を理由に、「ZED」公演を2011年12月31日をもって終了することを発表。また、日本経済新聞などでの報道によれば「ZED」初演以来シアター部門は赤字状態が続いていた事が明らかとなった。これに伴い「ZED」千秋楽を以てシルク・ドゥ・ソレイユとの主催契約を中途解除することになった。
また、これに伴い「シルク・ドゥ・ソレイユ シアター東京」も事実上閉鎖され、翌2012年9月に多目的ホール「舞浜アンフィシアター」として再オープンすることとなる。

## 沿革
- 2005年04月13日 - シルク・ドゥ・ソレイユ、OLC、ウォルト・ディズニー・カンパニーの3社間で、TDR内にシルク・ドゥ・ソレイユの専用劇場を建設することで合意、業務提携契約を締結。
- 2007年10月01日 - 劇場の正式名称と開業日が発表された。また、劇場独自の演目で、ジェーシービーが特別協賛（プレゼンティングスポンサー）することを発表。
- 2008年04月11日 - トライアウト（プレビュー）公演（2008年08月15日 - 9月30日開催）のチケットを発売。
- 2008年06月03日 - 劇場が完成、報道関係者などに公開され、東京でのレジデント・ショーのタイトルが「ZED（ゼッド）」となることを発表。ファミリーマートが、東京でのレジデント・ショー「ZED」に協賛（オフィシャルスポンサー）することを発表。
- 2008年06月07日 - 10月01日のグランドオープン（こけら落とし）公演及び10月02日以降の本公演チケットを発売。
- 2008年07月 - 第一生命が、東京でのレジデント・ショー「ZED」に協賛（オフィシャルスポンサー）することが明らかになった。
- 2008年08月15日 - トライアウト公演を開始。
- 2008年10月01日 - グランドオープン。ガラプレミア（こけら落とし公演）を開催。
- 2008年10月02日 - 通常の本公演を開始。
- 2009年10月01日 - 座席カテゴリーおよび価格改定。
- 2010年04月01日 - 上演時間が135分（休憩30分含）より90分（休憩無し）へと変更。
- 2011年04月23日 - 座席カテゴリーおよび価格改定[4]。
- 2011年12月31日 - この日をもって、「ZED」公演を完全終了。

## 公演概要
- 特別協賛：ジェーシービー
- 協賛：ファミリーマート、第一生命
- 後援：在日カナダ大使館、ケベック州政府在日事務所
- 特別協力：日本航空インターナショナル
- 企画協力：ウォルト・ディズニー・カンパニー
- 製作：シルク・ドゥ・ソレイユ
- 主催：オリエンタルランド
- 演出：フランソワ・ジラール

### 出演者
アーティスト計70名。
日本人出演者の例
- 稲垣正司 - キャラクター「ジン（Djinn）」
- 吉野和剛 - チャイニーズポール（2009年 - ）

### チケット
販売されたチケットの種類と価格を以下に示す。

#### 2008年10月1日 - 2009年9月30日
| 座席区分       | 料金     |
| -------------- | -------- |
| プレミアビュー | 18,000円 |
| フロントビュー | 15,000円 |
| レギュラー     | 9,800円  |
| オーバービュー | 7,800円  |

#### 2009年10月1日 - 2011年3月31日
座席区分の再設定が行われ、従来のレギュラー席の前方部分がセンタービューへ変更されるなど座席によっては実質値上げとなる。ハイシーズン（繁忙期）料金が導入される。土曜（昼・夕）・日休日（主に夕）はハイシーズン料金としてレギュラーシーズン料金よりも一律1,000円だけ高い。
| 座席区分       | レギュラーシーズン料金 | ハイシーズン料金 |
| -------------- | ---------------------- | ---------------- |
| プレミアビュー | 15,000円               | 16,000円         |
| センタービュー | 12,500円               | 13,500円         |
| ステージサイド | 12,500円               | 13,500円         |
| ワイドビュー   | 9,500円                | 10,500円         |
| バリュー       | 7,500円                | 8,500円          |

#### 2011年4月1日 - 2011年9月
座席区分の再設定が行われ、ハイシーズン料金の廃止もあり全体的に値下げとなる。
| 座席区分   | 料金     |
| ---------- | -------- |
| プレミア   | 14,500円 |
| センター   | 12,500円 |
| レギュラー | 9,500円  |
| バリュー   | 5,900円  |

#### ZED+ディズニーパークプラン
- 2010年7月1日公演分より「ZED+ディズニーパークプラン」が設定される。「ZED」公演後の当日に東京ディズニーランドもしくは東京ディズニーシーのどちらか一方に入園できる。東京ディズニーリゾートのパスポートとは異なり、ZEDのチケットとしてプレイガイド等で発売され、入場当日に実券と引き替える。
- 2011年3月31日公演予定分まで - ステージサイド料金+1000円で昼公演（14時30分終演）後15時から、+500円で夕公演（17時30分終演）後18時から入園可能。
- 2011年4月1日（実際は同月23日）から - プレミアもしくはレギュラー料金+1000円で13時から、+500円で16時から入園可能（公演時間の制約は無し）。

#### 学生割引
小学生・中学生・高校生・短期大学・専門学校・大学・大学院の児童・生徒・学生を対象とした学生割引チケットで、以下の期間限定で発売された。
| 料金の名前 | 期間                          | ワイドビュー料金 | バリュー料金 |
| ---------- | ----------------------------- | ---------------- | ------------ |
| 学割       | 2010年1月27日 - 2010年3月30日 | 7,800円          | 5,800円      |
| ZED学割    | 2011年1月18日 - 2011年3月31日 | 5,900円          | 5,500円      |